# Grand Prix Stanów Zjednoczonych 2019
Grand Prix Stanów Zjednoczonych 2019, oficjalnie Formula 1 Emirates United States Grand Prix 2019 – dziewiętnasta runda eliminacji Mistrzostw Świata Formuły 1 w sezonie 2019. Grand Prix odbyło się w dniach 1–3 listopada 2019 na torze Circuit of the Americas w Austin.

## Lista startowa
| Nr | Kierowca           | Zespół                           | Samochód                      | Silnik           | Opony |
| -- | ------------------ | -------------------------------- | ----------------------------- | ---------------- | ----- |
| 3  | Daniel Ricciardo   | Renault F1 Team                  | Renault R.S.19                | Renault 1.6T V6  | P     |
| 4  | Lando Norris       | McLaren F1 Team                  | McLaren MCL34                 | Renault 1.6T V6  | P     |
| 5  | Sebastian Vettel   | Scuderia Ferrari Mission Winnow  | Ferrari SF90                  | Ferrari 1.6T V6  | P     |
| 7  | Kimi Räikkönen     | Alfa Romeo Racing                | Alfa Romeo C38                | Ferrari 1.6T V6  | P     |
| 8  | Romain Grosjean    | Rich Energy Haas F1 Team         | Haas VF-19                    | Ferrari 1.6T V6  | P     |
| 10 | Pierre Gasly       | Red Bull Toro Rosso Honda        | Toro Rosso STR14              | Honda 1.6T V6    | P     |
| 11 | Sergio Pérez       | SportPesa Racing Point F1 Team   | Racing Point RP19             | Mercedes 1.6T V6 | P     |
| 16 | Charles Leclerc    | Scuderia Ferrari Mission Winnow  | Ferrari SF90                  | Ferrari 1.6T V6  | P     |
| 18 | Lance Stroll       | SportPesa Racing Point F1 Team   | Racing Point RP19             | Mercedes 1.6T V6 | P     |
| 20 | Kevin Magnussen    | Rich Energy Haas F1 Team         | Haas VF-19                    | Ferrari 1.6T V6  | P     |
| 23 | Alexander Albon    | Aston Martin Red Bull Racing     | Red Bull RB15                 | Honda 1.6T V6    | P     |
| 26 | Daniił Kwiat       | Red Bull Toro Rosso Honda        | Toro Rosso STR14              | Honda 1.6T V6    | P     |
| 27 | Nico Hülkenberg    | Renault F1 Team                  | Renault R.S.19                | Renault 1.6T V6  | P     |
| 33 | Max Verstappen     | Aston Martin Red Bull Racing     | Red Bull RB15                 | Honda 1.6T V6    | P     |
| 44 | Lewis Hamilton     | Mercedes-AMG Petronas Motorsport | Mercedes AMG F1 W10 EQ Power+ | Mercedes 1.6T V6 | P     |
| 55 | Carlos Sainz Jr.   | McLaren F1 Team                  | McLaren MCL34                 | Renault 1.6T V6  | P     |
| 63 | George Russell     | ROKiT Williams Racing            | Williams FW42                 | Mercedes 1.6T V6 | P     |
| 77 | Valtteri Bottas    | Mercedes-AMG Petronas Motorsport | Mercedes AMG F1 W10 EQ Power+ | Mercedes 1.6T V6 | P     |
| 88 | Robert Kubica      | ROKiT Williams Racing            | Williams FW42                 | Mercedes 1.6T V6 | P     |
| 99 | Antonio Giovinazzi | Alfa Romeo Racing                | Alfa Romeo C38                | Ferrari 1.6T V6  | P     |
| Nr | Kierowca           | Zespół                           | Samochód                      | Silnik           | Opony |

## Wyniki

### Zwycięzcy sesji treningowych
Źródło: formula1.com
| Sesja | Nr | Kierowca       | Konstruktor | Czas     | Okr. |
| ----- | -- | -------------- | ----------- | -------- | ---- |
| 1     | 33 | Max Verstappen | Red Bull    | 1:34,057 | 26   |
| 2     | 44 | Lewis Hamilton | Mercedes    | 1:33,232 | 34   |
| 3     | 33 | Max Verstappen | Red Bull    | 1:33,305 | 13   |

### Kwalifikacje
Źródło: formula1.com
| P                    | Nr | Kierowca           | Konstruktor  | Czasy w kwalifikacjach | Czasy w kwalifikacjach | Czasy w kwalifikacjach | Poz. s. |
| P                    | Nr | Kierowca           | Konstruktor  | Q1                     | Q2                     | Q3                     | Poz. s. |
| -------------------- | -- | ------------------ | ------------ | ---------------------- | ---------------------- | ---------------------- | ------- |
| 1                    | 77 | Valtteri Bottas    | Mercedes     | 1:33,750               | 1:33,160               | 1:32,029               | 1       |
| 2                    | 5  | Sebastian Vettel   | Ferrari      | 1:33,766               | 1:32,782               | 1:32,041               | 2       |
| 3                    | 33 | Max Verstappen     | Red Bull     | 1:33,549               | 1:33,120               | 1:32,096               | 3       |
| 4                    | 16 | Charles Leclerc    | Ferrari      | 1:33,988               | 1:32,760               | 1:32,137               | 4       |
| 5                    | 44 | Lewis Hamilton     | Mercedes     | 1:33,454               | 1:33,045               | 1:32,321               | 5       |
| 6                    | 23 | Alexander Albon    | Red Bull     | 1:33,984               | 1:32,898               | 1:32,548               | 6       |
| 7                    | 55 | Carlos Sainz Jr.   | McLaren      | 1:33,916               | 1:33,422               | 1:32,847               | 7       |
| 8                    | 4  | Lando Norris       | McLaren      | 1:33,353               | 1:33,316               | 1:33,175               | 8       |
| 9                    | 3  | Daniel Ricciardo   | Renault      | 1:33,835               | 1:33,608               | 1:33,488               | 9       |
| 10                   | 10 | Pierre Gasly       | Toro Rosso   | 1:33,556               | 1:33,715               | 1:33,601               | 10      |
| 11                   | 27 | Nico Hülkenberg    | Renault      | 1:34,092               | 1:33,815               |                        | 11      |
| 12                   | 20 | Kevin Magnussen    | Haas         | 1:33,812               | 1:33,979               |                        | 12      |
| 13                   | 26 | Daniił Kwiat       | Toro Rosso   | 1:34,138               | 1:33,989               |                        | 13      |
| 14                   | 18 | Lance Stroll       | Racing Point | 1:33,921               | 1:34,100               |                        | 14      |
| 15                   | 8  | Romain Grosjean    | Haas         | 1:34,161               | 1:34,158               |                        | 15      |
| 16                   | 99 | Antonio Giovinazzi | Alfa Romeo   | 1:34,226               |                        |                        | 16      |
| 17                   | 7  | Kimi Räikkönen     | Alfa Romeo   | 1:34,369               |                        |                        | 17      |
| 18                   | 63 | George Russell     | Williams     | 1:35,372               |                        |                        | 18      |
| 19                   | 11 | Sergio Pérez       | Racing Point | 1:35,808               |                        |                        | PL1     |
| 20                   | 88 | Robert Kubica      | Williams     | 1:35,889               |                        |                        | 19      |
| 107% czasu: 1:39,887 |    |                    |              |                        |                        |                        |         |

Uwagi
- 1 — Sergio Pérez został zobowiązany do startu z alei serwisowej za niezatrzymanie się na ważenie pojazdu pod koniec drugiej sesji treningowej.

### Wyścig
Źródło: formula1.com
| P  | Nr | Kierowca           | Konstruktor  | Okr. | Czas              | Start | +/–       | Punkty |
| -- | -- | ------------------ | ------------ | ---- | ----------------- | ----- | --------- | ------ |
| 1  | 77 | Valtteri Bottas    | Mercedes     | 56   | 1:33:55,653       | 1     | Bez zmian | 25     |
| 2  | 44 | Lewis Hamilton     | Mercedes     | 56   | +4,148            | 5     | 3         | 18     |
| 3  | 33 | Max Verstappen     | Red Bull     | 56   | +5,002            | 3     | Bez zmian | 15     |
| 4  | 16 | Charles Leclerc    | Ferrari      | 56   | +52,239           | 4     | Bez zmian | 131    |
| 5  | 23 | Alexander Albon    | Red Bull     | 56   | +1:18,038         | 6     | 1         | 10     |
| 6  | 3  | Daniel Ricciardo   | Renault      | 56   | +1:30,366         | 9     | 3         | 8      |
| 7  | 4  | Lando Norris       | McLaren      | 56   | +1:30,764         | 8     | 1         | 6      |
| 8  | 55 | Carlos Sainz Jr.   | McLaren      | 55   | +1 okrążenie      | 7     | 1         | 4      |
| 9  | 27 | Nico Hülkenberg    | Renault      | 55   | +1 okrążenie      | 11    | 2         | 2      |
| 10 | 11 | Sergio Pérez       | Racing Point | 55   | +1 okrążenie      | PL    | 10        | 1      |
| 11 | 7  | Kimi Räikkönen     | Alfa Romeo   | 55   | +1 okrążenie      | 17    | 6         |        |
| 12 | 26 | Daniił Kwiat       | Toro Rosso   | 55   | +1 okrążenie2     | 13    | 1         |        |
| 13 | 18 | Lance Stroll       | Racing Point | 55   | +1 okrążenie      | 14    | 1         |        |
| 14 | 99 | Antonio Giovinazzi | Alfa Romeo   | 55   | +1 okrążenie      | 16    | 2         |        |
| 15 | 8  | Romain Grosjean    | Haas         | 55   | +1 okrążenie      | 15    | Bez zmian |        |
| 16 | 10 | Pierre Gasly       | Toro Rosso   | 54   | NU (zawieszenie)† | 10    | 6         |        |
| 17 | 63 | George Russell     | Williams     | 54   | +2 okrążenia      | 18    | 1         |        |
| 18 | 20 | Kevin Magnussen    | Haas         | 52   | NU (hamulce)†     | 12    | 6         |        |
| NS | 88 | Robert Kubica      | Williams     | 31   | NU (wyciek oleju) | 19    |           |        |
| NS | 5  | Sebastian Vettel   | Ferrari      | 7    | NU (zawieszenie)  | 2     |           |        |

Uwagi
- 1 — Jeden dodatkowy punkt jest przyznawany kierowcy, który ustanowił najszybsze okrążenie w wyścigu, pod warunkiem, że ukończył wyścig w pierwszej 10.
- 2 — Daniłł Kwiat ukończył wyścig na dziesiątej pozycji, ale otrzymał karę 5 sekund doliczonych do uzyskanego czasu za spowodowanie kolizji z Sergiem Pérezem.
- † — Mimo nieukończenia wyścigu zawodnik został sklasyfikowany, ponieważ przejechał 90% długości wyścigu.

### Najszybsze okrążenie
Źródło: formula1.com
| Nr | Kierowca        | Konstruktor | Czas     | Okr. |
| -- | --------------- | ----------- | -------- | ---- |
| 16 | Charles Leclerc | Ferrari     | 1:36,169 | 44   |

## Klasyfikacja po wyścigu

### Kierowcy
| P  | +/− | Kierowca           | Starty | Punkty | P1 | P2 | P3 | PP | NO | NS |
| -- | --- | ------------------ | ------ | ------ | -- | -- | -- | -- | -- | -- |
| 1  | 0   | Lewis Hamilton     | 19     | 381    | 10 | 4  | 2  | 4  | 5  | –  |
| 2  | 0   | Valtteri Bottas    | 19     | 314    | 4  | 7  | 4  | 5  | 2  | 1  |
| 3  | 0   | Charles Leclerc    | 19     | 249    | 2  | 2  | 5  | 7  | 4  | 2  |
| 4  | +1  | Max Verstappen     | 19     | 235    | 2  | 1  | 4  | 1  | 3  | 2  |
| 5  | −1  | Sebastian Vettel   | 19     | 230    | 1  | 5  | 3  | 2  | 2  | 2  |
| 6  | +2  | Alexander Albon    | 19     | 84     | –  | –  | –  | –  | –  | 1  |
| 7  | 0   | Carlos Sainz Jr.   | 19     | 80     | –  | –  | –  | –  | –  | 3  |
| 8  | −2  | Pierre Gasly       | 19     | 77     | –  | –  | –  | –  | 2  | 1  |
| 9  | +1  | Daniel Ricciardo   | 19     | 46     | –  | –  | –  | –  | –  | 5  |
| 10 | −1  | Sergio Pérez       | 19     | 44     | –  | –  | –  | –  | –  | 2  |
| 11 | +1  | Lando Norris       | 19     | 41     | –  | –  | –  | –  | –  | 4  |
| 12 | −1  | Nico Hülkenberg    | 19     | 37     | –  | –  | –  | –  | –  | 3  |
| 13 | 0   | Daniił Kwiat       | 19     | 34     | –  | –  | 1  | –  | –  | 3  |
| 14 | 0   | Kimi Räikkönen     | 19     | 31     | –  | –  | –  | –  | –  | 2  |
| 15 | 0   | Lance Stroll       | 19     | 21     | –  | –  | –  | –  | –  | 1  |
| 16 | 0   | Kevin Magnussen    | 19     | 20     | –  | –  | –  | –  | 1  | 2  |
| 17 | 0   | Romain Grosjean    | 19     | 8      | –  | –  | –  | –  | –  | 7  |
| 18 | 0   | Antonio Giovinazzi | 19     | 4      | –  | –  | –  | –  | –  | 1  |
| 19 | 0   | Robert Kubica      | 19     | 1      | –  | –  | –  | –  | –  | 2  |
| 20 | 0   | George Russell     | 19     | 0      | –  | –  | –  | –  | –  | 2  |
| P  | +/− | Kierowca           | Starty | Punkty | P1 | P2 | P3 | PP | NO | NS |

### Konstruktorzy
| P  | +/− | Konstruktor               | Starty | Punkty | P1 | P2 | P3 | PP | NO | NS |
| -- | --- | ------------------------- | ------ | ------ | -- | -- | -- | -- | -- | -- |
| 1  | 0   | Mercedes                  | 38     | 695    | 14 | 11 | 6  | 9  | 7  | 1  |
| 2  | 0   | Ferrari                   | 38     | 479    | 3  | 7  | 8  | 9  | 6  | 4  |
| 3  | 0   | Red Bull Racing-Honda     | 38     | 366    | 2  | 1  | 4  | 1  | 5  | 3  |
| 4  | 0   | McLaren-Renault           | 38     | 121    | –  | –  | –  | –  | –  | 7  |
| 5  | 0   | Renault                   | 38     | 83     | –  | –  | –  | –  | –  | 8  |
| 6  | +1  | Racing Point-BWT Mercedes | 38     | 65     | –  | –  | –  | –  | –  | 3  |
| 7  | −1  | Scuderia Toro Rosso-Honda | 38     | 64     | –  | –  | 1  | –  | –  | 4  |
| 8  | 0   | Alfa Romeo Racing-Ferrari | 38     | 35     | –  | –  | –  | –  | –  | 3  |
| 9  | 0   | Haas-Ferrari              | 38     | 28     | –  | –  | –  | –  | 1  | 9  |
| 10 | 0   | Williams-Mercedes         | 38     | 1      | –  | –  | –  | –  | –  | 4  |
| P  | +/− | Konstruktor               | Starty | Punkty | P1 | P2 | P3 | PP | NO | NS |